# Daan van Golden
 Daniel (Daan) van Golden (* 4. Februar 1936 in Rotterdam, Niederlande; † 9. Januar 2017 in Schiedam) war ein niederländischer Maler und Grafiker.

## Leben und Werk
Nach dem Besuch einer technischen Schule studierte Daan van Golden an der Rotterdamer Akademie der Bildenden Künste und der Technischen Wissenschaften, spezialisierte sich auf Malerei und nahm Unterricht in grafischen Techniken. Er arbeitete auch als Schaufenstergestalter für De Bijenkorf, eine Kette von exklusiven Kaufhäusern. Von 1963 bis 1965 hielt er sich in Japan auf und reiste auch weiterhin viel, mit langen Aufenthalten in Marokko, Indien, Indonesien und in Nord- und Südamerika. Seine Reisen fanden ihren Ausdruck in seinem künstlerischen Werk.
Van Goldens frühe Arbeiten waren von abstrakt-expressionistischem Charakter. Im Jahr 1963, während er sich in Japan aufhielt, vollzog er einen radikalen stilistischen Wandel und schuf eine Reihe von sorgfältigen, sehr detaillierten Darstellungen von Textil- und Papier-Mustern. Die künstlerische Nutzung von industriellen und kommerziellen Produkten verriet den Einfluss der Pop Art in dieser Zeit. Er verwendete auch Motive von Jackson Pollock, aus denen er Details vergrößerte.
Im Jahr 1968 wurde van Golden auf die 4. documenta in Kassel eingeladen, wo er bestehende und neue Bilder zu einer Installation kombinierte. Er wiederholte dieses Konzept auf danach folgenden Ausstellungen. Es wurden zwei große Einzelausstellungen von Daan van Goldens Arbeiten veranstaltet, eine 1982 im Museum Boijmans Van Beuningen (Daan van Golden 1963–1982), die andere 1991 im Stedelijk Museum in Amsterdam (Daan van Golden – Werken-Works 1962–1991). Van Golden war einer der Künstler im niederländischen Pavillon auf der 48. Biennale von Venedig im Jahr 1999 und Teilnehmer der 7. Biennale d’art contemporain de Lyon im Jahr 2003.

## Auszeichnungen
- 2004: A.H.-Heineken-Preis für Kunst